# (11976) Josephthurn
(11976) Josephthurn est un astéroïde de la ceinture principale, de la famille de Hungaria.

## Description
(11976) Josephthurn est un astéroïde de la ceinture principale, de la famille de Hungaria. Il présente une orbite caractérisée par un demi-grand axe de 1,98 UA, une excentricité de 0,05 et une inclinaison de 21,7° par rapport à l'écliptique.

## Compléments